# 越中山田站
越中山田站 （日语：／ Etchū-Yamada eki */?）是隸屬於西日本旅客鐵道（JR西日本）城端線的鐵路車站，座落於富山縣南礪市。本站是無人車站，四周皆為農地，民居十分稀疏分散，只有車站東邊有個小集落。由於日本站名為「山田站」的鐵道車站相當多，而本站啟用時日本國有鐵道已於宇治山田市（即現時伊勢市）設立「山田站」，因此後設的慣常都會加上舊有令制國為前綴以作識別。

## 車站結構

### 站房

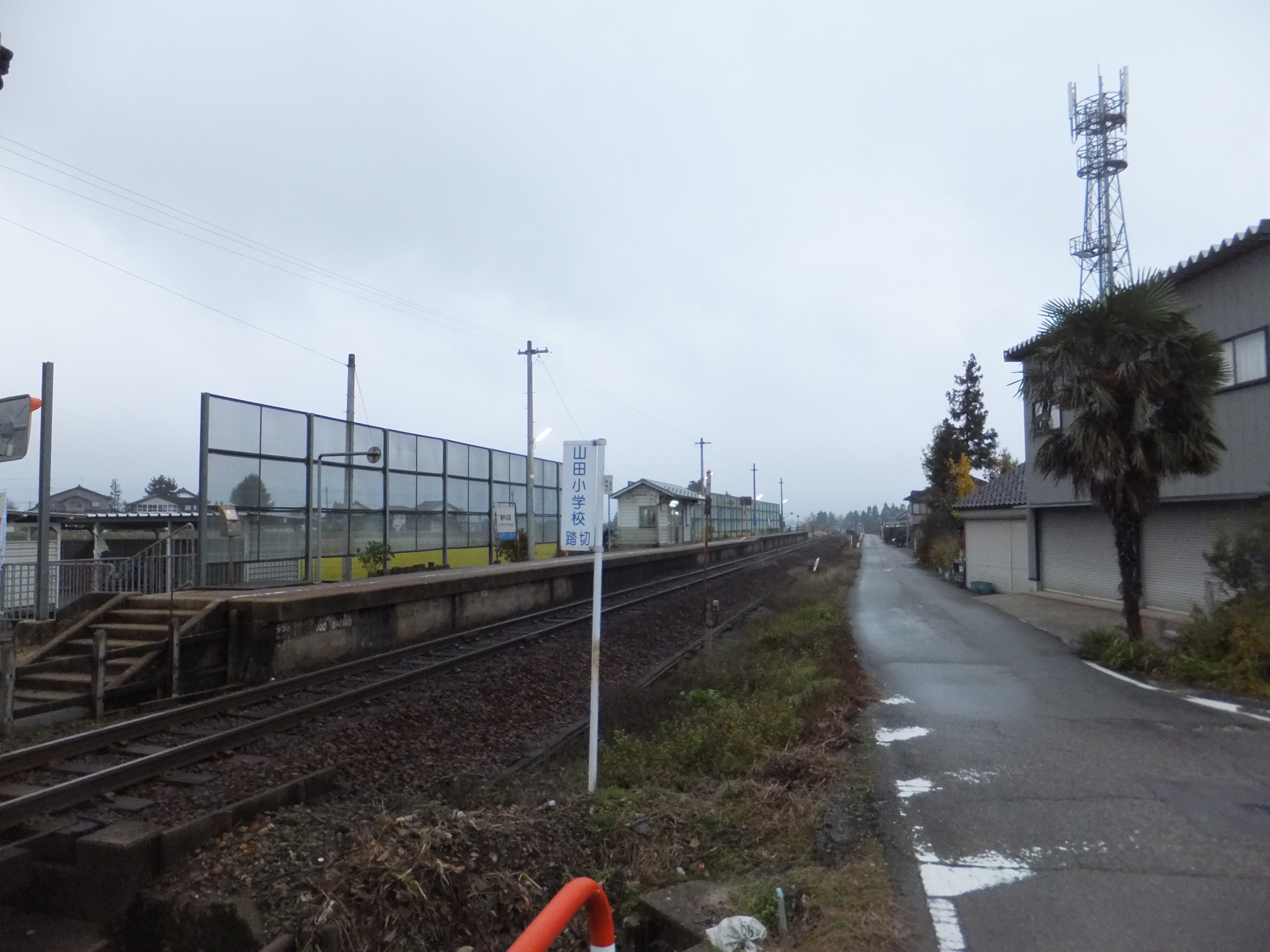
已拆除的舊車站候車室（2012年11月）

本站開站時因與東野尻站及東石黑站同日開業，規格上亦和東石黑站相同，採用簡易車站規格，沒有站房，只在月台上建有1座木建候車小屋作替代，後期在小屋旁加建了一座簡易式洗手間。出入口位於月台末端近城端站方向，而旁邊設有2個有蓋單車停泊區。
2020年3月7日起，與東野尻站、林站及東石黑站同類型、以金屬及玻璃幕牆建成的單層新型簡易式候車站房正式投入使用，原有的舊候車小屋及簡易式洗手間亦被拆去。新站房建於月台末端近梯級位置，並且修整了該部份月台外端原來的斜面，原來位置上所種植的樹木亦被移走，而該部份的隔音屏亦被拆走或重置。新站房內同樣設有一排4獨立座位、設有椅背的新型候車座椅。不過，改善工程並沒有於出入口處加設無障礙斜道，仍然維持只提供2道梯級上落。

### 月台配置
露天側式月台1個，有效長度為5輛。除候車站房外，並沒有其他配套設施，不過，靠向農地的月台邊沿，除位於舊候車小屋及洗手間部份外，其餘整個月台都裝上了約3米高的膠板隔音屏，是線內其他車站皆沒有裝設的。
列車靠站時，往城端方向為右側上落，往高岡方向為左側上落。
| 路線    | 方向 | 目的地                              | 備註                     |
| ------- | ---- | ----------------------------------- | ------------------------ |
| ■城端線 | 上行 | 高岡、經■愛之風富山鐵道線往富山方向 | 直通富山的列車於假日停開 |
| ■城端線 | 下行 | 城端方向                            |                          |

## 歷史
- 1951年8月10日：車站開業[3]。
- 1987年4月1日：日本國鐵分割民營化，車站的營運由JR西日本繼承。
- 2019年10月：新候車站房開始興建，洗手間在此之前已拆去。
- 2020年3月7日：新候車站房開始使用，原有候車小屋被拆去[2]。

## 利用人數
| 年度   | 1日平均上落人數 |
| ------ | --------------- |
| 1995年 | 64              |
| 1996年 | 60              |
| 1997年 | 56              |
| 1998年 | 63              |
| 1999年 | 61              |
| 2000年 | 67              |
| 2001年 | 59              |
| 2002年 | 57              |
| 2003年 | 50              |
| 2004年 | 44              |
| 2005年 | 39              |
| 2006年 | 38              |
| 2007年 | 37              |
| 2008年 | 41              |
| 2009年 | 41              |
| 2010年 | 39              |
| 2011年 | 42              |
| 2012年 | 41              |
| 2013年 | 45              |
| 2014年 | 39              |
| 2015年 | 39              |
| 2016年 | 40              |
| 2017年 | 50              |

## 相鄰車站
西日本旅客鐵道
■城端線
■觀光列車「瑰麗山海號」
通過
■普通列車
福光 － 越中山田 － 城端

## 外部連結
- JR西日本越中山田站公式網頁。 （页面存档备份，存于）（日語）